# 小行星16355
小行星16355（16355 Buber）是一颗绕太阳运转的小行星，为主小行星带小行星。该小行星于1975年10月29日发现。

## 轨道参数
小行星16355的轨道半长轴为2.5937874 UA，离心率为0.169。